# Radiculopatia
A radiculopatia é o acometimento da raiz nervosa (L. radícula = pequena raiz; pathos = doença).
As raízes nervosas são nervos que saem da medula espinhal e carreiam a informação desta até órgãos e membros, controlando assim áreas específicas de sensibilidade e movimentos específicos de grupos musculares, a depender de qual nível da medula espinhal a raiz nervosa tem sua origem. Sendo assim, a compressão desses nervos pode causar dores tanto na região da coluna quanto nos tecidos afetado, além de fraquezas, perda de tónus muscular, parestesias (dormência, formigamento), sensação de choque, queimo e dificuldade de coordenação de movimentos. Diversos são os fatores que podem irritar ou inflamar a raiz nervosa, como, por exemplo, hérnias e abaulamentos discais, estenoses foraminais, osteófito, entre outros. As radiculopatias mais comuns são as lombares e as cervicais.
O diagnóstico de radiculopatias é clínico e pode ser confirmado com estudo neurofisiológico (eletroneuromiografia - ENMG).